# Josué (personaje bíblico)

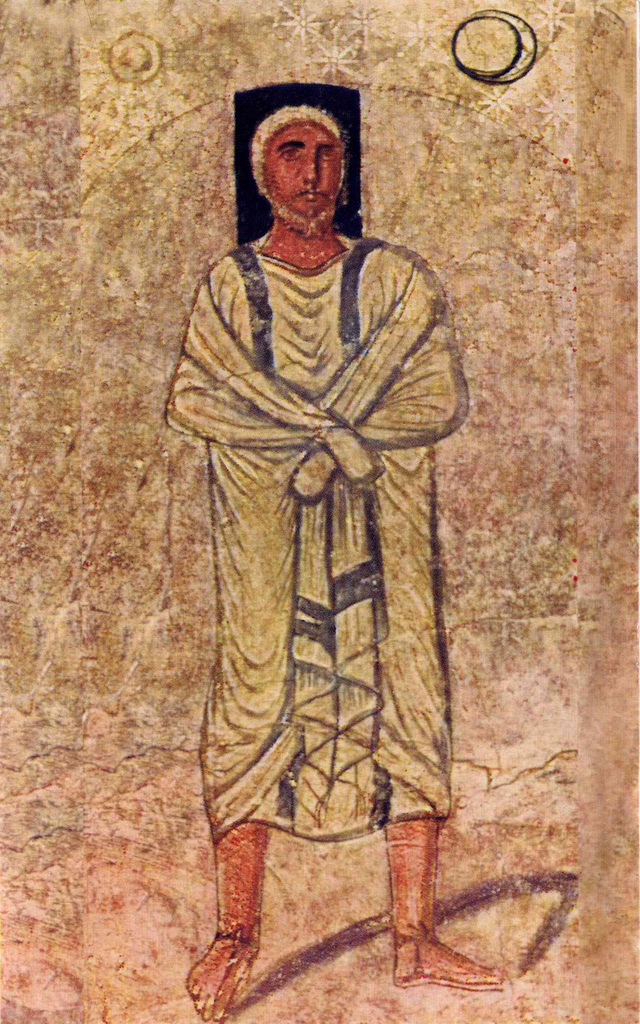
Josué entre el sol y la luna, en un fresco de la Sinagoga de Dura Europos, 244-256 d. C.

Josué (en hebreo: יהושע‎ Yehōšua, lit:Yahveh de salvación.) es un personaje de la Biblia. La vida y obra se narra desde los Números hasta el Libro de Josué, según el cual fue escogido por Yahveh para suceder a Moisés como líder de los israelitas durante la conquista de Canaán; conquistó la mayor parte del territorio de la tierra prometida y la distribuyó entre las doce Tribus de Israel. Su nombre de nacimiento, según el libro de los Números, era Oseas (הושע Hosea), pero fue cambiado por su predecesor y maestro Moisés. El relato se cronograma posiblemente hacia 1230-1210 a. C. Es venerado por el judaísmo, el cristianismo y el islam.

## Biografía
Según los textos bíblicos, Josué fue el sucesor de Moisés en las campañas militares llevadas a cabo por los hebreos en la conquista de Canaán. Era hijo de Nun, de la tribu de Efraín. Nació en Egipto y tenía probablemente la misma edad que Caleb, con quien suele relacionársele. Participó en los acontecimientos narrados en el Éxodo como ayudante de Moisés. Fue el comandante de los israelitas en la batalla contra los amalecitas en Refidín.

Se convirtió en el lugarteniente de Moisés, y lo esperó a mitad de camino cuando este subió al Monte Sinaí a recibir los Diez Mandamientos. Fue también uno de los doce exploradores enviados por Moisés a la tierra de Canaán, y el único, junto con Caleb, en traer un informe alentador. Su nombre original era Osea u Oseas y Moisés le puso el nombre de Josué, cuyo significado en hebreo es Yahveh salva o Yahveh de salvación, y de hecho Yahveh lo elige como instrumento para realizar su plan de conquista de la tierra prometida.

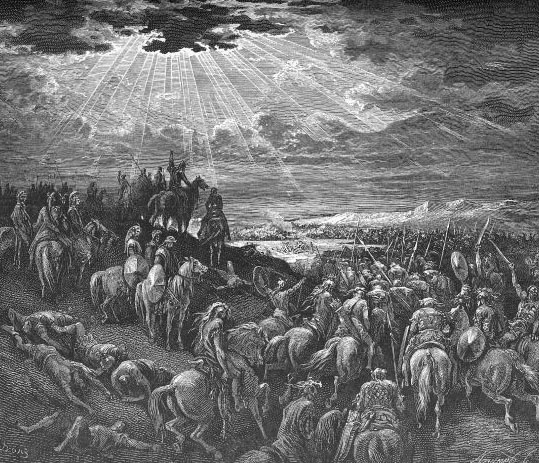
"Josué ora a Dios para que el sol se detenga". Grabado de Gustave Doré.

Conquistó Jericó, cuyas murallas se derrumbaron cuando los sacerdotes que custodiaban el Arca de la Alianza marcharon frente al pueblo de Israel y dieron una vuelta durante 7 días alrededor de la ciudad y al séptimo día dieron 7 vueltas, ese día tocaron los shofarim (trompetas de cuerno de cordero), siguiendo las órdenes de Yahvé. Todos los habitantes de la ciudad, incluyendo mujeres y niños, fueron muertos, a excepción de Rahab, que había colaborado con los espías enviados por Josué, y su familia. La ciudad fue destruida por completo, y Josué maldijo a quien intentara reconstruirla.
Al intentar atacar la ciudad de Hai, sus tropas sufrieron una derrota a causa del pecado de Acán, quien se había apropiado de objetos preciosos que Yahvé había decidido que fueran destruidos. Acán fue lapidado, y Josué logró finalmente conquistar Hai, mediante una hábil estrategia. Los habitantes de Hai sufrieron la misma suerte que los de Jericó. El total de hombres y mujeres exterminados fue de 12 000. Posteriormente, Josué levantó un altar a Yahvé en el monte Ebal. 
A causa de los éxitos de Josué, los hititas, amorreos, cananeos, pereceos, jebeos y jebuseos establecieron una alianza contra los israelitas. Los gabaonitas consiguieron evitar ser exterminados por los israelitas gracias a una estratagema. Josué venció a continuación a una alianza de cinco reyes amorreos que pretendían atacar a los gabaonitas; durante la batalla, para ayudar a los israelitas, Yahvé hizo que el sol se detuviera en el cielo. Tras la victoria, Josué ejecutó personalmente a los cinco reyes.
A continuación Josué conquistó las ciudades de Maquedá, Libná, Laquis, Eglón, Hebrón y Debir.
En todas ellas fueron exterminados todos sus habitantes: "todo lo que tenía vida lo exterminó, como Yahveh, Dios de Israel, se lo había mandado". Después venció a Yabín, rey de Jasor, y consumó la conquista de la tierra prometida. 
Repartió el territorio conquistado entre las tribus de Israel (Jos. 13-21). En su ancianidad convocó una asamblea en Siquem y recomendó a los israelitas que mantuvieran su fidelidad a Yahveh. Según el Libro de Josué, falleció a los ciento diez años de edad, y fue sepultado «su heredad en Timnat-sera, que está en los montes de Efraín, al norte del monte Gaas».
La tradición judía se refiere a Josué como «Yehoshúa ben Nun» y le atribuye los diez últimos psukim del quinto libro de Moisés (texto al que se conoce como Devarim, Deuteronomio).
También Yehoshúa es el nombre hebreo de Jesús, abreviado como Yeshua, y es el nombre que, según el evangelio de Lucas, Yahveh eligió para ponerle al hijo que debía tener a través de una mujer (María) relacionada con algún descendiente de sangre real de David, y al que tenía planeado darle el trono de David para que reinara sin fin sobre la casa de Jacob, el reino de Israel. El reino de Israel se había asentado en la tierra conquistada por el otro Yehoshúa (Josué, llamado originalmente Oseas). Así, el esperado restaurador del reino de Israel (Jesús, Yehoshúa) recibió de Yahveh el mismo nombre que el conquistador de la tierra en la que se había asentado el reino de Israel (Josué, Yehoshúa), que luego caería en poder de los asirios.

## Los exploradores Josué y Caleb con el racimo de la Tierra Prometida
Se les menciona en el libro de Números. También en el verso 5,23 del Corán se hace una referencia a ambos personajes, aunque no se mencionan sus nombres sino que se les refiere como dos hombres del pueblo, temerosos de Yahvé y que por ello habían recibido la gracia de Yahvé.

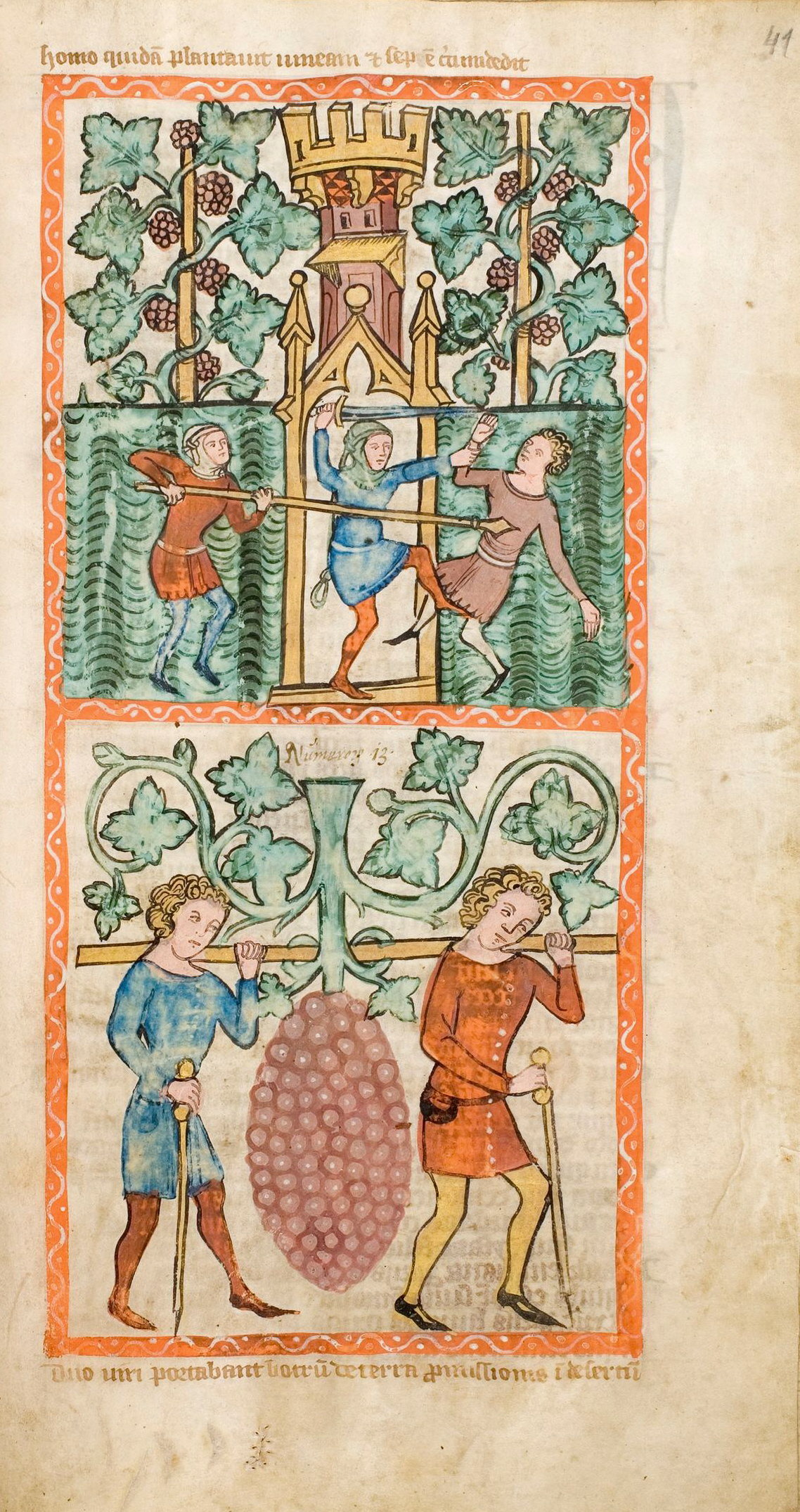
Speculum Humanae Salvationis, Colonia, c. 1360. ULB Darmstadt, Hs 2505, fol. 41r
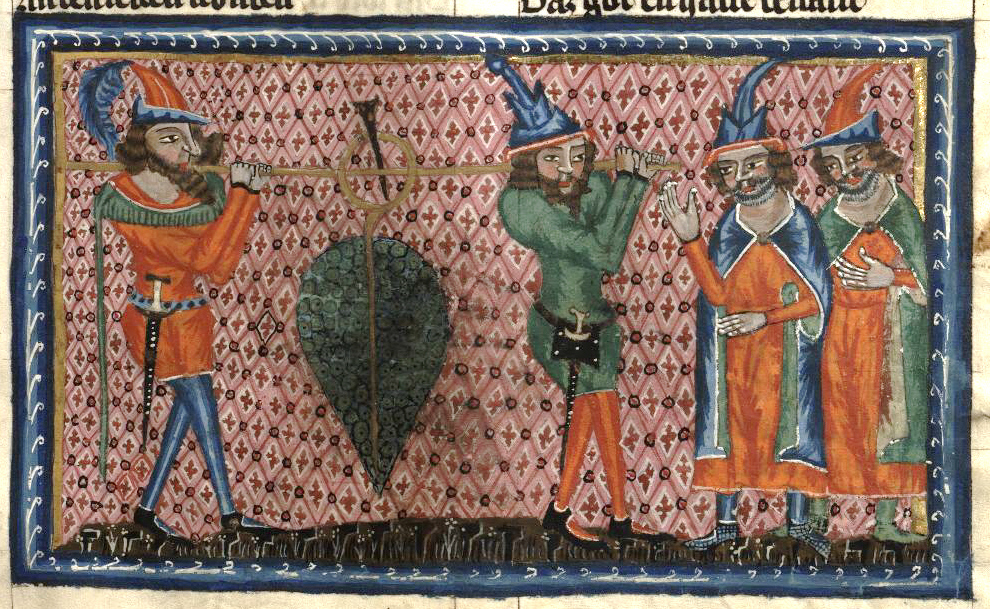
Rudolf von Ems, Crónica del Mundo, Praga, 1350-70. Hochschul- und Landesbibliothek, Fulda
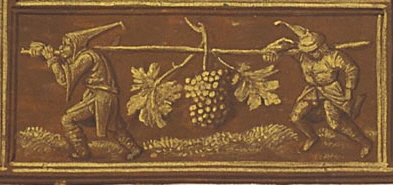
Seguidor de Simon Bening, Ilustración en Libro de Horas, c. 1500-1525. Museo Meermanno Westreenianum, La Haya
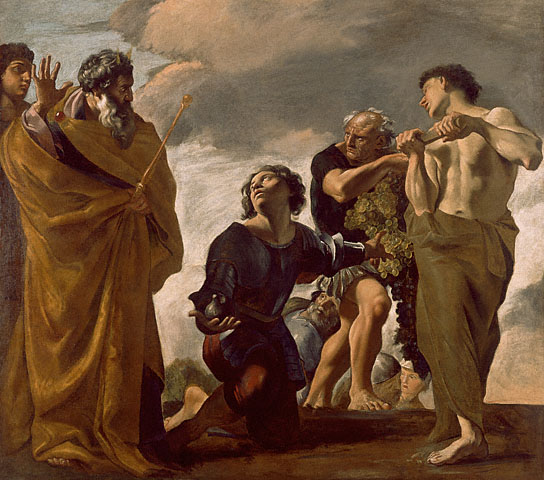
Giovanni Lafranco, Moisés y los mensajeros provenientes de Canaán, óleo, 1621-24
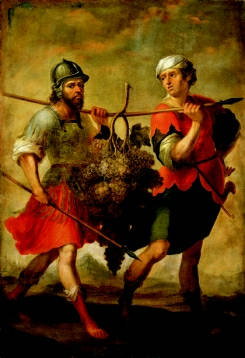
Matías de Arteaga y Alfaro, El racimo de la Tierra de Promisión, óleo, 1690-1. Iglesia del Sagrario, Sevilla
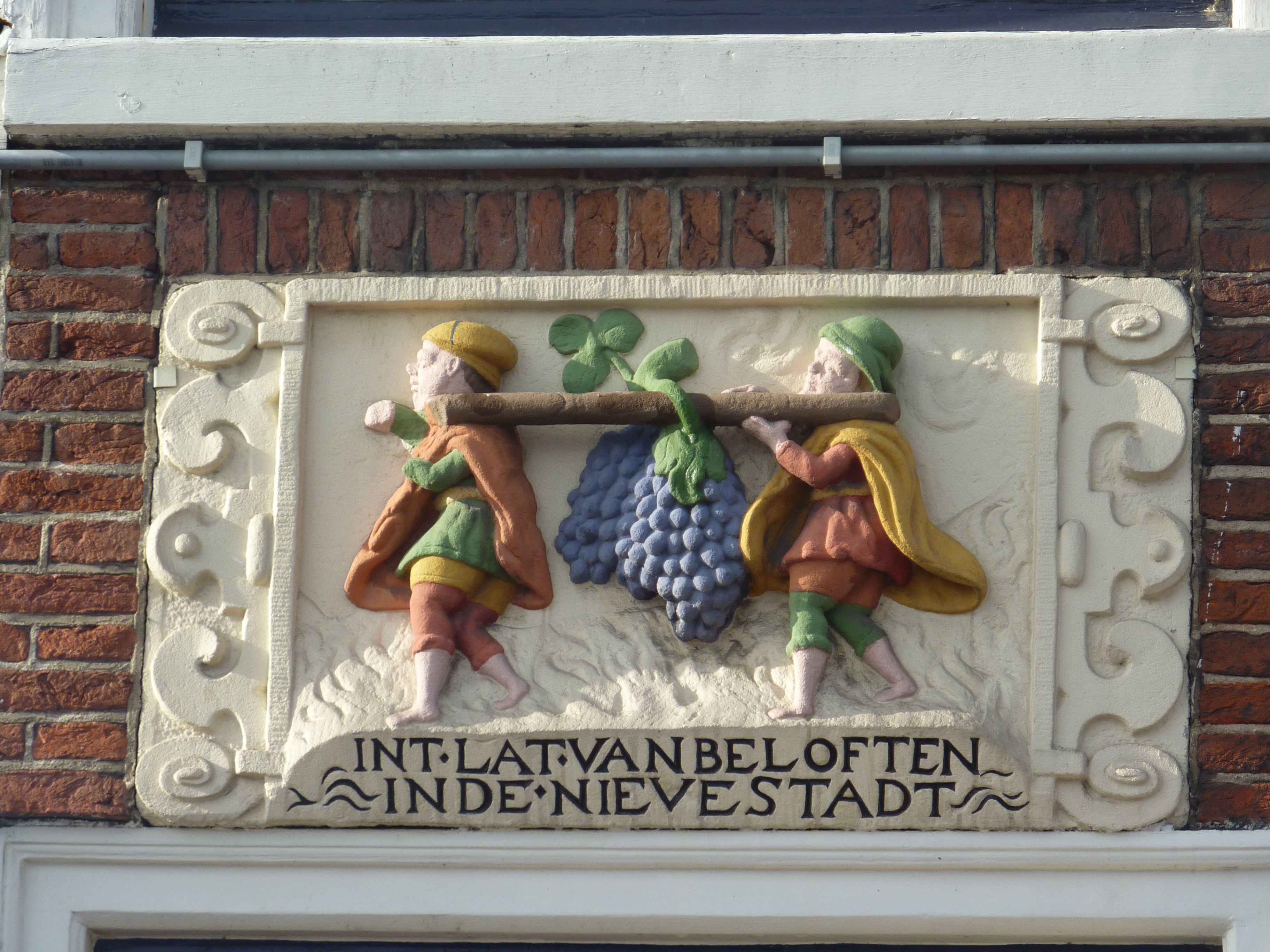
Cartela de Leiden con la inscripción "En la tierra de las promesas, en la nueva ciudad"
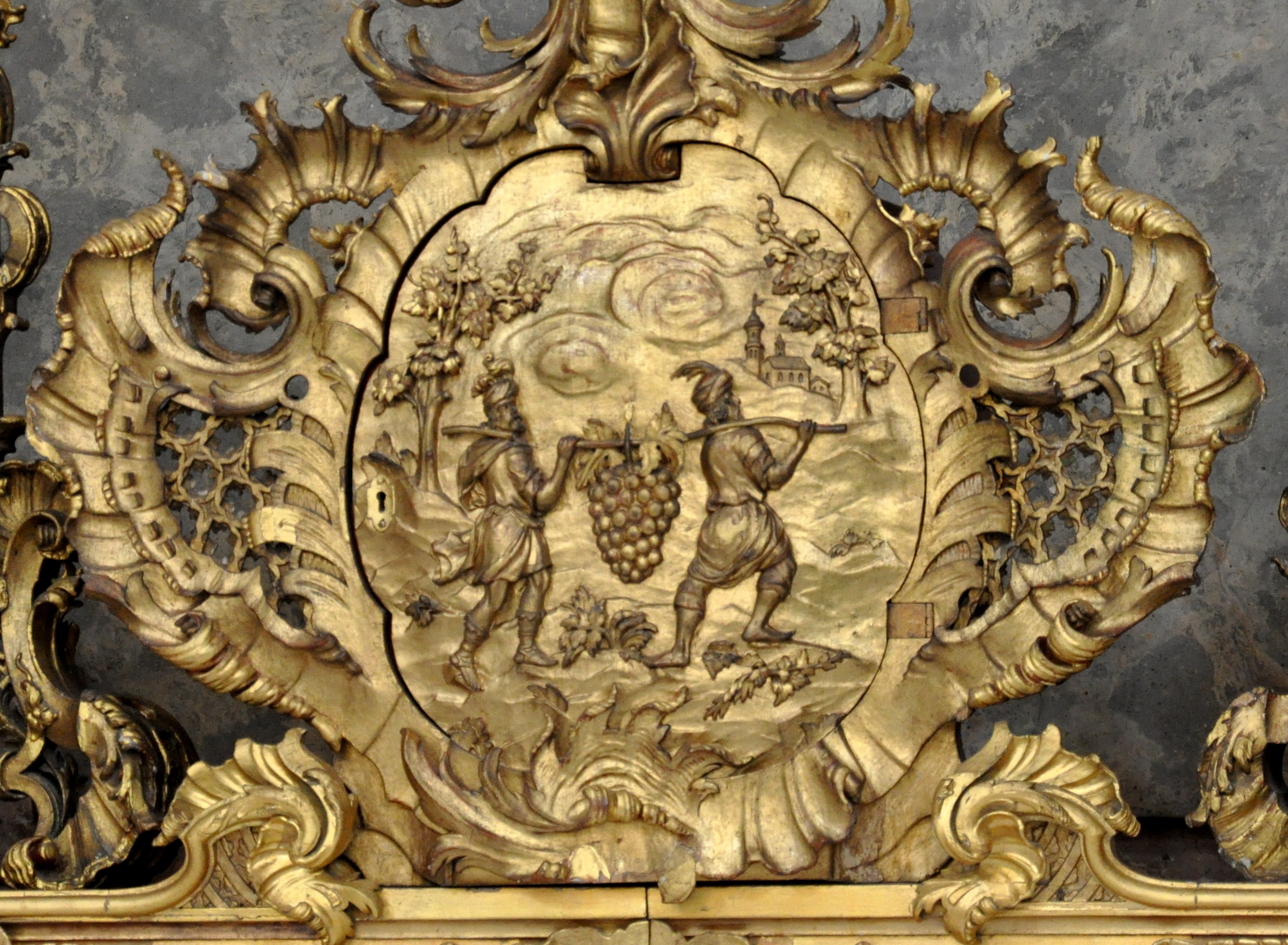
Diego Francesco Carlone, Basílica de San Martin y Osvaldo, Weingarten, Württemberg, Alemania, 1724
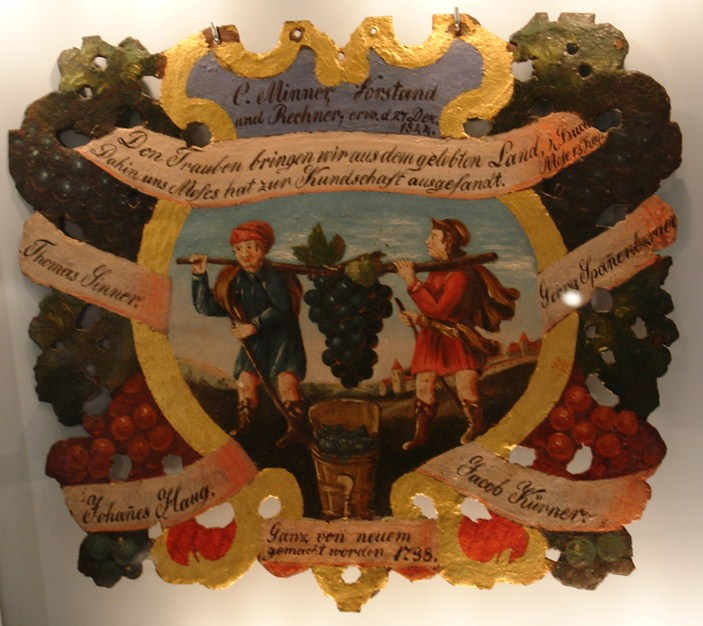
Cartela de 1738. Tübinger Stadtmuseum
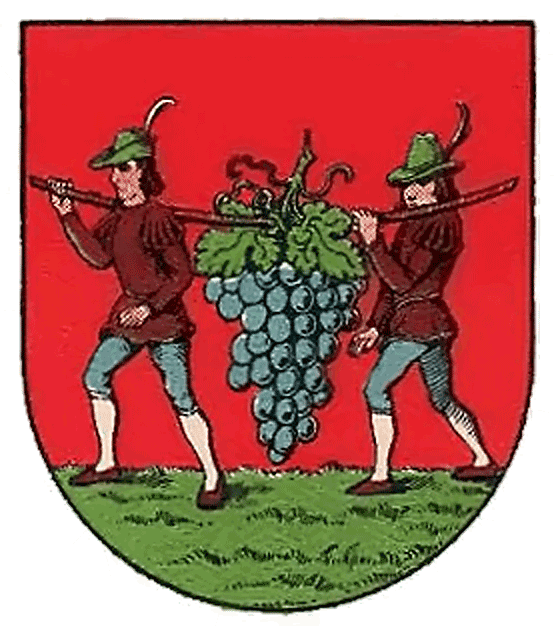
Escudo de Wiennhaus, Viena
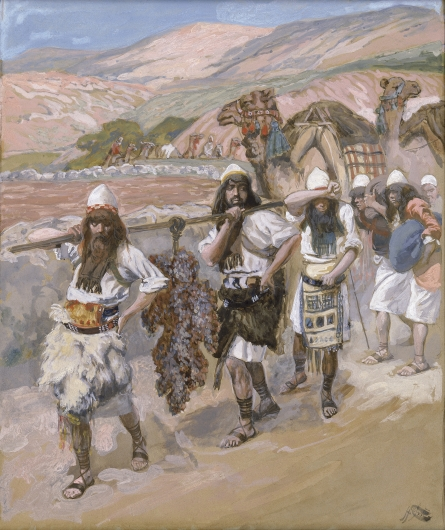
James Tissot, Las uvas de Canaan, gouache, c. 1896-1902. Museo Judío, Nueva York
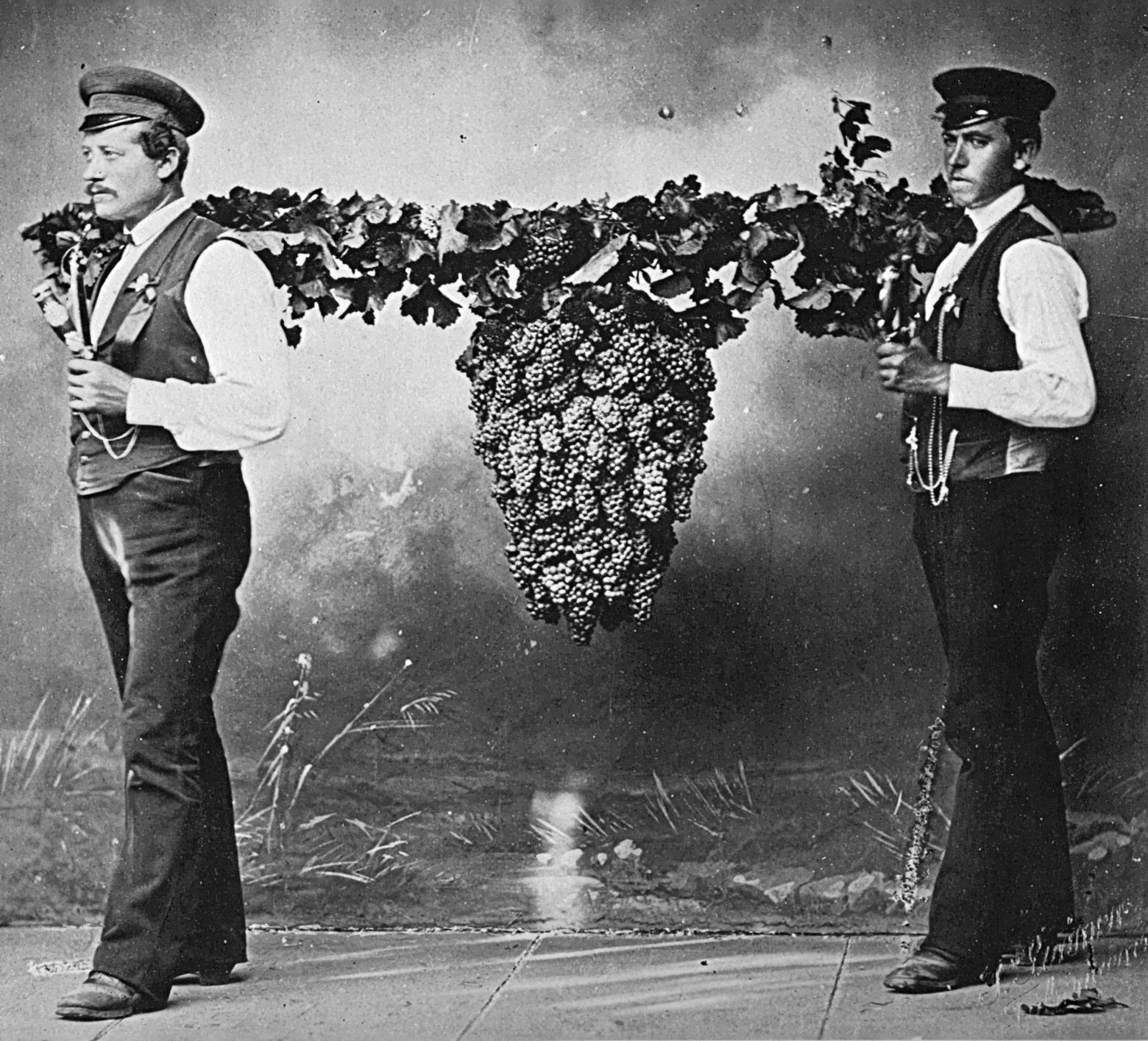
Paul Sinner, Fotografía, Alemania, s. XIX. Universitätsbibliothek Tübingen
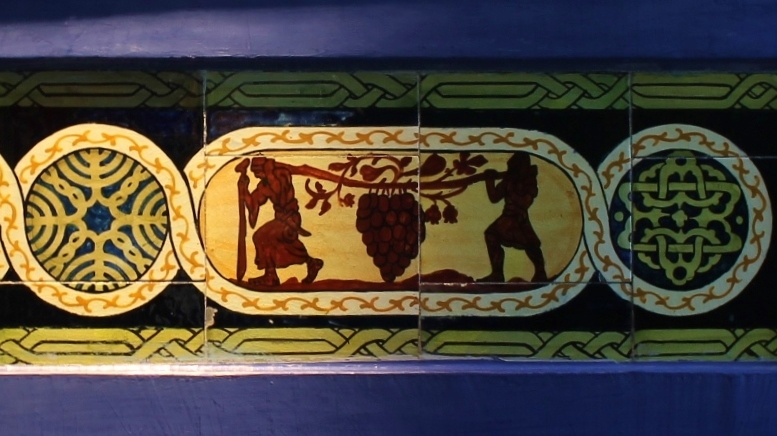
Cerámicas en Beit Bialik, Israel
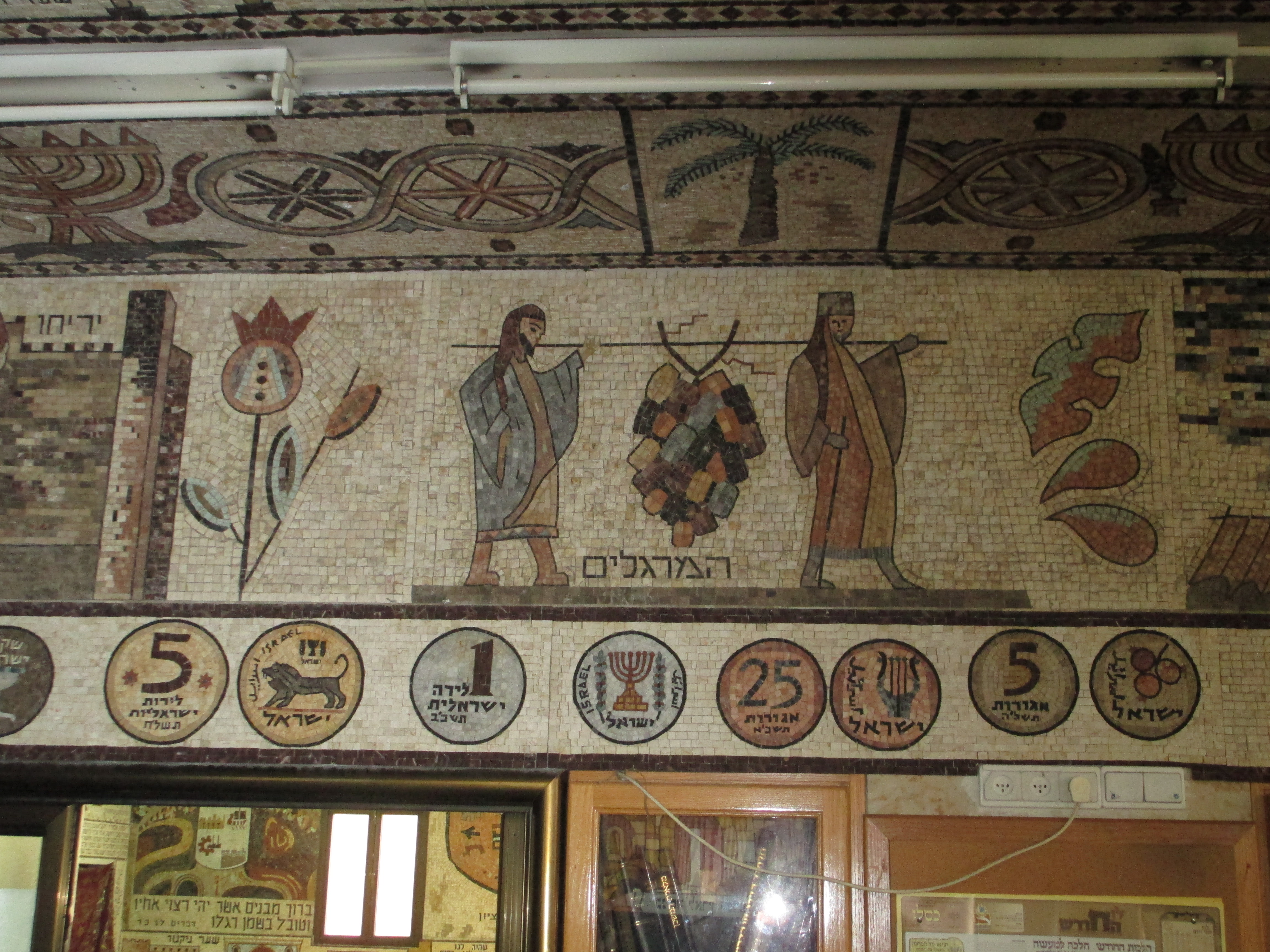
Mosaico de la Sinagoga Or Torá, Israel
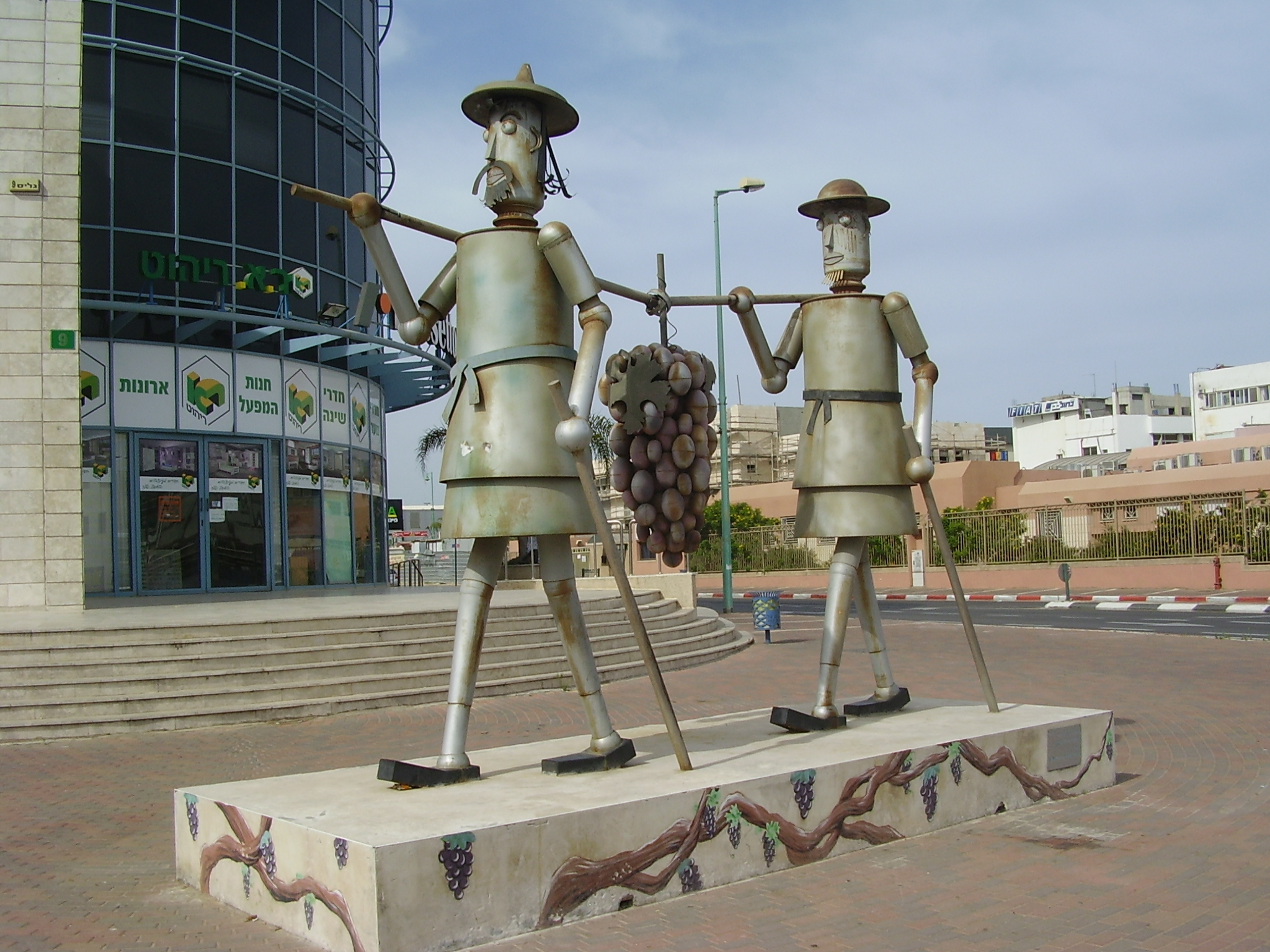
Escultura en Pétaj Tíkva, Israel, 2012
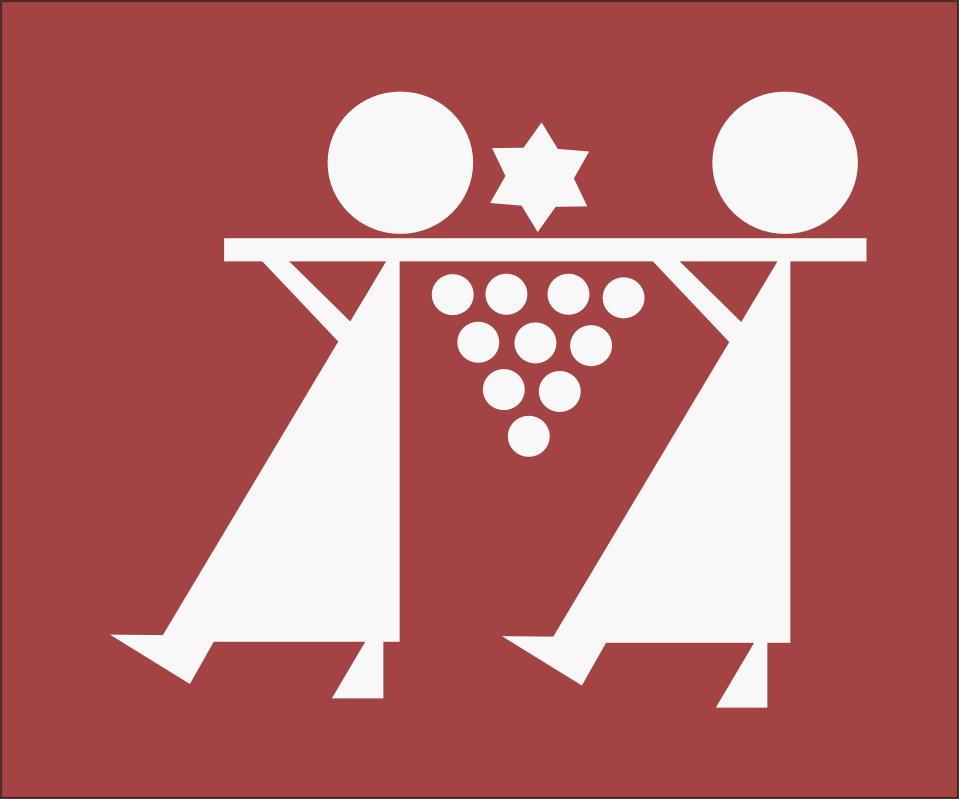
Logo "Turismo en Israel"